# 安允合
安允合（？—839年），彰信可汗时回鹘汗国宰相。
839年，安允合和特勒柴革谋划叛乱篡位自立为汗，事情被被彰信可汗胡特勒发觉，彰信可汗杀死。这时，另一个宰相掘罗勿领兵在外，他用三百匹马贿赂沙陀酋长朱邪赤心，攻杀彰信可汗。立㕎馺特勒为可汗。此后，回鹘逐渐衰落。次年，黠戛斯十万骑兵攻打回鹘，杀死㕎馺可汗和掘罗勿，回鹘分裂，走向衰亡。